# Худадади, Закия
Закия Худадади (пушту ذکیه خدادادی‎; род. 29 сентября 1998, Герат) — паратхэквондистка из Афганистана, бронзовая призёрка Паралимпийских игр 2024 года. Приобрела известность после победы на Международном чемпионате Африки по паратхэквондо в 2016 году, когда ей было 18 лет.
Худадади представляла Афганистан на летних Паралимпийских играх 2020 года. Первоначально ей было отказано в возможности участвовать в её первых Паралимпийских играх из-за захвата Талибаном, но позже Международный паралимпийский комитет допустил её до участия после того, как её благополучно эвакуировали из Афганистана. Она смогла принять участие в соревнованиях и стала первой за 17 лет афганской спортсменкой-паралимпийкой, принявшей участие в Паралимпийских играх, после участия Марины Карим в летних Паралимпийских играх 2004 года. Она также официально стала первой афганской спортсменкой, принявшей участие в международном спортивном мероприятии после захвата власти талибами.

## Биография
Худадади родом из провинции Герат. У неё только одна функционирующая рука.

## Карьера
Худадади захотела заняться тхэквондо, поскольку единственные олимпийские медали Афганистана были завоёваны в тхэквондо в 2008 и 2012 годах. Её вдохновил Рохулла Никпай, который высоко ценится как первый (и в настоящее время единственный) олимпийский медалист Афганистана. После падения талибов в 2001 году её, как и многих других женщин в Афганистане, поощряли участвовать в спортивных соревнованиях наравне с мужчинами, однако большую часть тренировок она проводила дома и на заднем дворе — в её родной провинции Герат продолжали присутствовать талибы, поэтому возможности участвовать в местных клубах были ограничены.
Худадади выиграла международный чемпионат Африки по паратхэквондо 2016 года, проходивший в Египте. Она получила wild card для участия в отложенных летних Паралимпийских играх 2020 года в Токио, где была выбрана в качестве одного из двух участников из Афганистана вместе с легкоатлетом Хоссейном Расули. Худадади прошла квалификацию для участия в соревнованиях среди женщин в категории 44 (вес до 49 кг.).
Она оставила своих родителей и поехала в Кабул, чтобы тренироваться в рамках подготовки к летним Паралимпийским играм. Однако участие Афганистана в играх оказалось под угрозой после захвата Кабула талибами. Афганские спортсмены также не смогли покинуть Кабул из-за закрытия аэропортов. Худадади скрылась от талибов и публично попросила немедленной помощи, чтобы безопасно покинуть Афганистан и принять участие в Паралимпийских играх в Токио. Было подтверждено, что она находится в списке эвакуации Испании.
28 августа 2021 года Худадади вместе со своим соотечественником Хоссейном Расули прибыла в Токио после того, как Королевские военно-воздушные силы Австралии доставили её по воздуху из Кабула в Париж в рамках международных усилий по эвакуации, что положило конец неопределённости, существовавшей в отношении участия Афганистана в Паралимпийских играх в Токио. Президент Международного паралимпийского комитета Эндрю Парсонс объявил, что оба афганских спортсмена не будут доступны для интервью и что им было дано разрешение пропускать обычные пресс-конференции.
2 сентября 2021 года Худадади участвовала в 1/8 финала Паралимпийских игр в Токио в 2020 году и проиграла раунд Зиёдахон Исаковой из Узбекистана. Впоследствии Худадади вышла в утешительный раунд, но проиграла украинке Виктории Марчук.